# Graf DK 34

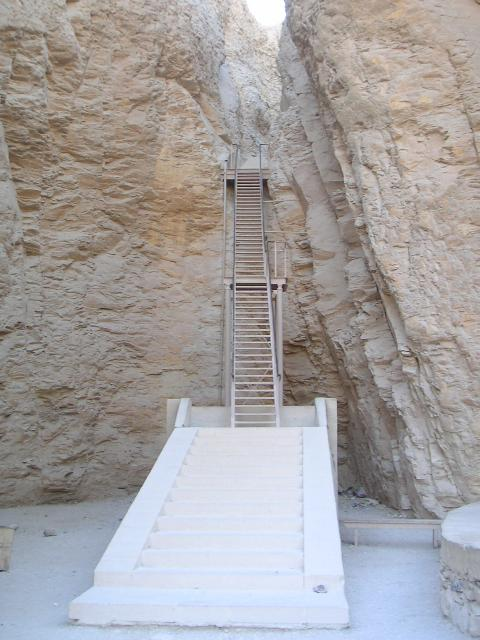
Toegang tot het graf.

Graf DK 34 is de laatste rustplaats van farao Thoetmosis III van de 18e dynastie. Hij overleed in 1425 v.Chr. Deze farao is vooral beroemd door zijn vele veldtochten, maar hij heeft eveneens veel bouwwerken opgetrokken. Door zijn graf te laten bouwen in de Vallei der Koningen heeft hij ervoor gezorgd dat dit de vaste necropool voor de farao's ging worden.
Het graf werd in 1898 ontdekt door Victor Loret, 17 jaar nadat de mummie van de farao gevonden was in Deir el-Bahari. Het graf was al in de oudheid geplunderd. Wel zijn er begrafenisvoorwerpen gevonden. 
Het graf heeft twee assen. De ingang en de eerste gangen zijn gericht naar het noorden. Op het einde van de gang is een schacht, mogelijk om grondwater af te voeren, als symbool voor de god Sokaris of gewoon als bescherming tegen plunderaars.
Vervolgens neemt het graf een wending naar links en liggen er twee kamers die gericht zijn naar het westen, eerst een voorkamer en dan de eigenlijke grafkamer, die ovaal is en de sarcofaag bevat die gemaakt is van rode kwarts. In de grafkamer staan twee versierde pilaren met afbeeldingen van de litanieën van Ra, het Boek Amdoeat. De afbeeldingen hebben een uitzonderlijke vorm en lijken op afbeeldingen op papyri.

## Afbeeldingen

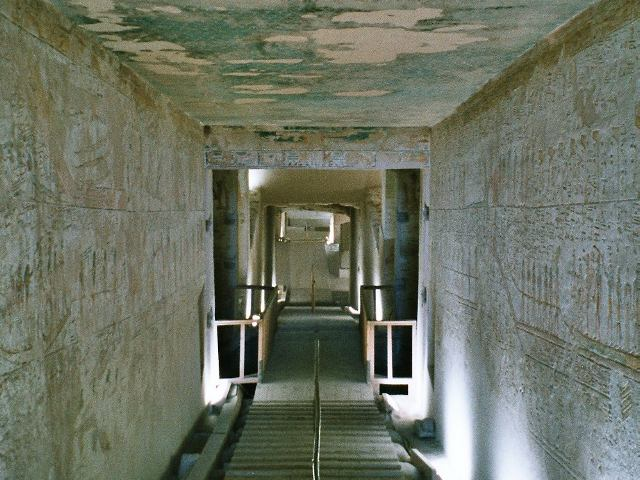
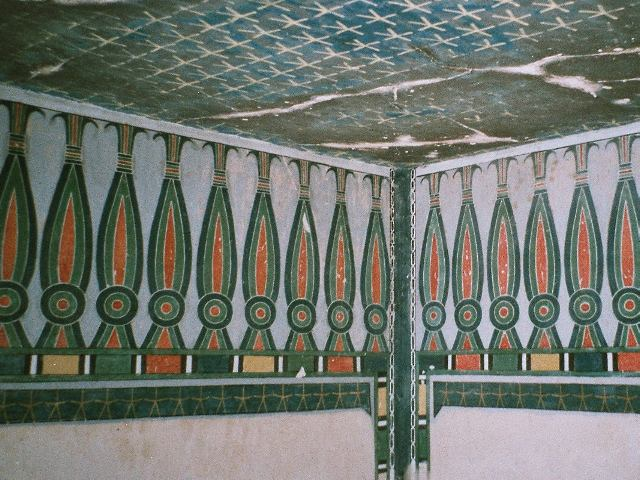
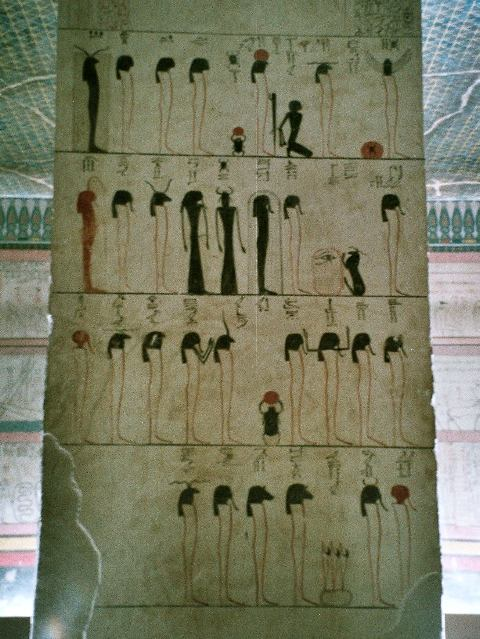
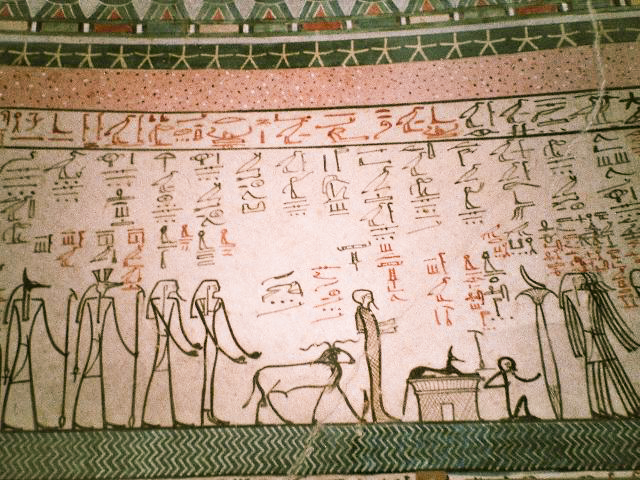
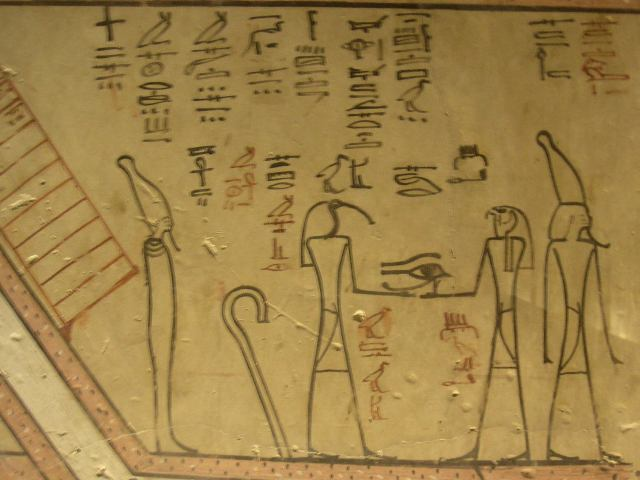
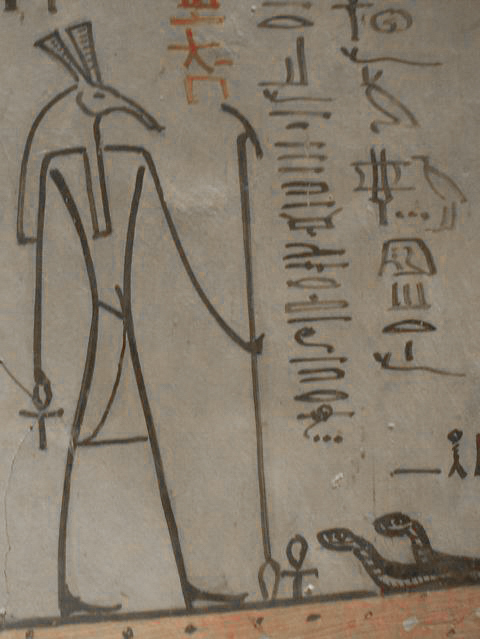
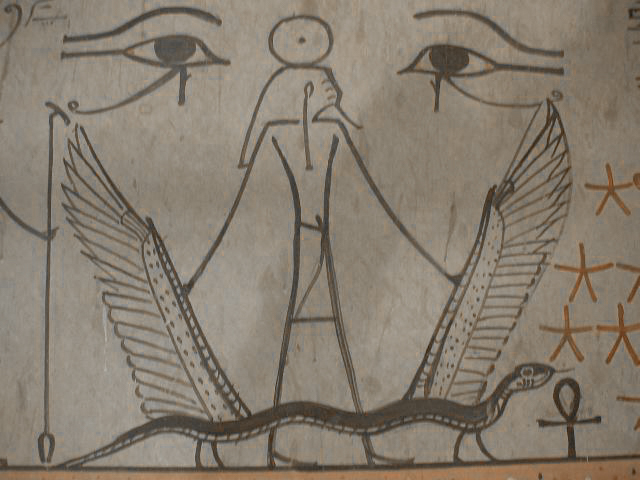